# Ahmed Refaat
Ahmed Refaat (arabe : أحمد رفعت) né le 20 juin 1993 et mort le 6 juillet 2024 au Caire,, est un footballeur égyptien jouant principalement comme ailier.

## Biographie
Il fait ses débuts à l'ENPPI Club en 2013, venant du centre de formation des jeunes, et se fait rapidement une place dans les onze de départ du club. Il rejoint Zamalek SC en 2016 et remporte la Supercoupe d'Égypte au cours de son passage au club, avant de rejoindre son ancien club ENPPI Club et Ittihad Alexandrie en prêt.
En 2020, il rejoint Al-Masry SC et après une saison réussie, Refaat rejoint l'équipe nouvellement promue Modern Future FC. Il guide l'équipe pour remporter le premier trophée de la Coupe de la Ligue égyptienne en 2022 et se qualifier pour la Coupe de la confédération en deux saisons consécutives. Il est ensuite prêté au Al-Wahda FC, du côté des Émirats arabes unis. Refaat a également représenté l'Égypte dans les équipes de jeunes et de seniors.  Il fait partie de l'équipe gagnante de la Coupe d'Afrique des nations junior 2013 et participe à la Coupe arabe de la FIFA 2021.

## Mort
Le 11 mars 2024, lors d'un match du championnat d'Égypte disputé par son équipe, Modern Future FC et l'Ittihad Alexandrie, le joueur perd connaissance puis est transporté à l'hôpital. Il reprend connaissance une semaine plus tard mais meurt finalement au matin du 6 juillet 2024, à l'âge de 31 ans, des suites d'un infarctus du myocarde et d'un arrêt cardiorespiratoire soudain.

## Palmarès
Zamalek SC
- Supercoupe d'Égypte : 2017

Modern Future FC
- Coupe de la Ligue égyptienne : 2022

Égypte junior
- Coupe d'Afrique des nations junior : 2013